# Rose Entertainment
Rose Entertainment  es una distribuidora de programación para video y televisión, dirigida principalmente a América Latina y al mercado hispano de EE. UU. Fue fundada en enero de 1994 por Rosamaría González en Los Angeles, CA., donde permaneció hasta fines del 2004 en que se trasladó a San Miguel de Allende, Guanajuato, en México.
Maneja programación familiar, dando énfasis a la animación. Aunque incluye también series dramatizadas, largometrajes, especiales, documentales y material cultural, actuando como agente exclusivo para  compañías productoras/distribuidoras como Foothill Entertainment, Zodiak Rights, Team Works, Enoki Films USA, Inc., Euroarts International GMBH y, TV Asahi Corporation, entre otras.
Generalmente encarga el doblaje para las versiones en español en México en la compañía Grupo Macias.

## Anime distribuido por Rose Entertainment en Hispanoamérica
- Almendrita
- Bucky en busca de mundo cero
- Blue Lock
- Doraemon (versiones de 1979 y 2005)
- El caballero del área
- Fortune Quest L
- Giant Killing
- Hungry Heart (redoblaje mexicano; desde 2016, anteriormente distribuido por la Fundación Japón)
- Ninja Hattori
- Soul Hunter
- Supercampeones
- Supercampeones: Road to 2002 (desde 2013, anteriormente distribuido por Televix)
- The Slayers: Los Justicieros
- Universo perdido

Anteriormente Rose Entertainment era la principal distribuidora de los animes de VIZ Media en Latinoamérica, como Naruto, Naruto Shippuden y Bleach. Sin embargo las licencias de los animes y caricaturas están a cargo de Televix, pero a lo último Televix dejó de distribuir y representar los animes de VIZ Media.

## Caricaturas
- Club Caza Monstruos
- Spike Team
- Topo Gigio (2020)
- Totally Spies! (franquicia)
- Lilybuds
- Get Blake!
- Perdidos en Oz
- Kody Kapow
- Zack y Quack
- Los disfraces de Dougie
- Toopy y Binoo (desde 2016, anteriormente distribuido por Spiral International)